# Surucuatrogon

Verbreitungsgebiet des Surucuatrogones

Der Surucuatrogon (Trogon surrucura) ist eine Vogelart aus der Familie der Trogone (Trogonidae).
Der Vogel kommt in Südamerika in Argentinien, Brasilien, Paraguay und Uruguay vor.
Der Lebensraum umfasst tropischen immergrünen Wald und Mischwald bis 1550 bis 2000 m.
Der Artzusatz kommt von der Bezeichnung Surú-ku’á (Brustband) in der Guaraní-Sprache für einen Trogon.

## Merkmale
Die Art ist 26–29 cm groß und wiegt 56–78 g. Das Männchen ist prächtig gefärbt mit königsblauer Kopfkappe, Brust und Nackenfiederung. Stirn, Wangen und Kehle sind schwarz. Der Augenring ist orange, der Schnabel grünlichgrau. Die Oberseite ist kupfergrün mit türkisem Schimmer auf dem Schwanz. Die Flügelspiegel sind dicht marmoriert und sehen grau aus. Der Bauch ist rosarot, die Flanken sind grau, die Schwanzunterseite ist weiß mit schwarzer Terminalbinde. Die Iris ist dunkelbraun.
Das Weibchen ist matt grau mit winzigen weißen Flecken vor und hinter dem Auge, einem helleren Augenring, einer schmalen weißen Binde auf dem Flügelspiegel, die Schwanzunterseite ist schwarz, die drei mittleren Steuerfedern haben weiße Außenfahnen und Terminalbinden. Männliche Jungvögel haben schwarze Federspitzen an der Schwanzunterseite, weibliche sehen wie Weibchen aus.

## Geografische Variation
Es werden folgende Unterarten anerkannt:
- T. s. surrucura Vieillot, 1817, Nominatform – Südbrasilien bis Paraguay, Uruguay und Nordargentinien
- T. s. aurantius Spix, 1824[6] – Brasilien (Minas Gerais bis Rio de Janeiro und nördliches São Paulo), Männchen violett statt ultramarin, Rücken blau, Augenring gelb, Bauch orange, Weibchen Oberbauch gelb, Augenring wie beim Männchen.[7]

## Stimme
Der Gesang ist eine ansteigende Folge zahlreicher mäßig hoher „diu“ oder „kwa“ Töne, die etwas lauter werden, der letzte Laut wieder tiefer, ähnlich wie beim Grünmanteltrogon (Trogon viridis). Der Warnruf wird als „kiarr“ oder Rattern wie bei einem trommelnden Specht beschrieben.

## Lebensweise
Die Art ist überwiegend ein Standvogel, lediglich die Vögel aus dem tiefen Süden ziehen im Winter nach Norden.
Die Nahrung besteht hauptsächlich aus Insekten, die im Fluge von Ästen gepickt oder direkt im Fluge ergriffen werden.
Die Brutzeit liegt wohl zwischen September und Dezember in Brasilien, im September in Paraguay. Das Nest wird in einem Termitenbau oder verrottendem Baumstamm angelegt. Das Gelege besteht aus 3, leicht glänzigen weißen Eiern.

## Gefährdungssituation
Der Bestand gilt als „nicht gefährdet“ (least Concern).